# Кулак Османа
Кулак Османа — остров, расположенный неподалёку от западного побережья озера Урмия. С административной точки зрения Иран Восточный Азербайджан. На острове отсутствуют поселения, а также растительный покров. Остров находится на высоте 10 метров над поверхностью озера. Площадь острова составляет 0,1 км².
В настоящее время остров стал обычным каменным грибом. До высыхания озера остров был использован птицами в качестве стоянки.

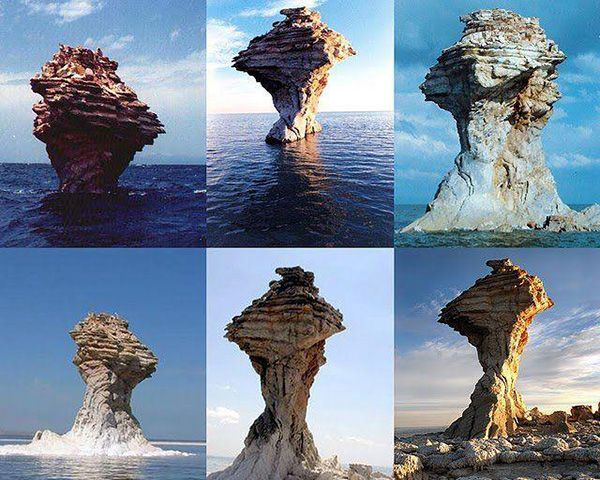